# فرخنده پشت‌زرد
فرخنده پشت‌زرد (نام علمی: Hemithraupis flavicollis) گونه‌ای از پرندگان از تیرهٔ فرخندگان (Thraupidae) است که در بولیوی، برزیل، کلمبیا، اکوادور، گویان فرانسه، گویان، پرو، سورینام یافت می‌شود. همچنین شرق پاناما در آمریکای مرکزی. زیستگاه‌های طبیعی آن جنگل‌های جلگه‌ای نمناک نیمه‌گرمسیری یا گرمسیری و جنگل‌های پیشین به شدت دگرگون‌شده است.